# Berry Bros & Rudd
Pour les articles homonymes, voir Rudd.

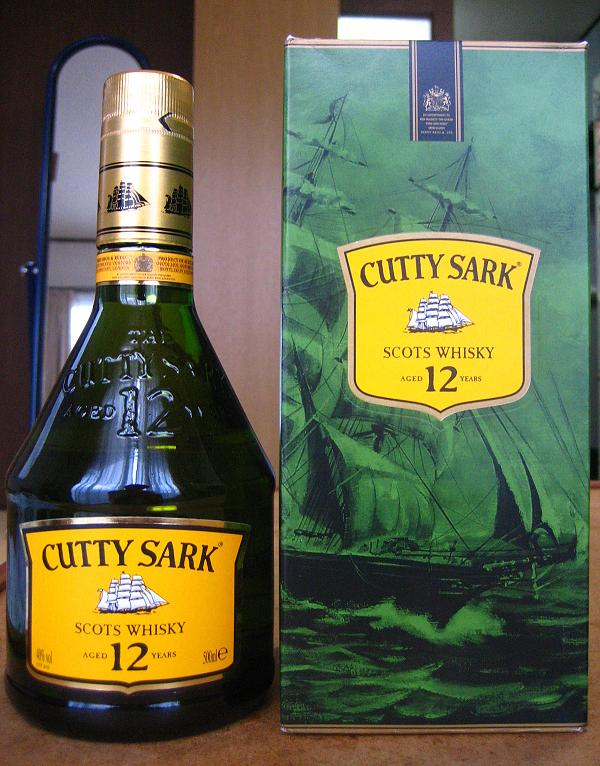
le blend Cutty Sark

Berry Brothers and Rudd est le plus ancien marchand de vins et de spiritueux du Royaume-Uni. Ses activités ont commencé à la fin du XVIIe siècle avec la création de la boutique au 3 St. James's Street à Londres en 1698. À l’origine, cette boutique créée par la veuve Bourne s’appelait "The Coffee Mill". La boutique est toujours à la même place. L’entreprise est fournisseur de la famille royale depuis le règne du roi George III et de personnalités célèbres comme Lord Byron, William Pitt ou l’Aga Khan.
Berry Bros. vendent du vin à destination de toute la planète (y compris des vins du Bordelais ou de Bourgogne en primeur). Ils vendent aussi un certain nombre de vins et de spiritueux sous leur propre label, "Berry's Own Selection".
Ils possèdent leur propre marque de blend, le Cutty Sark qu'ils ont créé en 1923 et ont créé la gamme de vintage pour les single malt de la distillerie Glenrothes
Berry Bros. & Rudd ont été un des premiers marchands de vin à créer un site de vente en ligne en 1994. Ils ont établi deux succursales à Dublin et à Hong Kong.